# Duboisius texanus
Duboisius texanus är en skalbaggsart som beskrevs av Abdullah 1961. Duboisius texanus ingår i släktet Duboisius och familjen kvickbaggar. Inga underarter finns listade i Catalogue of Life.